# Marcellina (voornaam)
De voornaam Marcellina is afgeleid van de Latijnse naam Marcellus en komt vooral voor in Italië.

## Bekende naamdragers
- Marcellina van Milaan, een oudere zus van Sint-Ambrosius van Milaan en Sint-Satyrus